# Famille Baglioni
Pour les articles homonymes, voir Baglioni.
 (juillet 2024).
La famille Baglioni  est une maison  noble pérugine d’origine féodale datant de la fin du XIIe siècle.

## Histoire

### Les origines
Les premiers témoignages de la dynastie remontent au XIIe siècle et se trouvent dans des documents officiels de la commune médiévale de Pérouse.
L’origine de la famille demeure incertaine mais comme le rapporte l’historien Francesco Maturanzio la thèse la plus plausible est que ses premiers membres soient venus s'établir en Italie centrale et à Pérouse avec l'empereur Frédéric Barberousse à la fin du XIIe siècle.
Selon cette source historique, le chef de file de la dynastie serait  Ludovico Oddo Baglioni (que la tradition disait duc de Souabe et parent de Barberousse), qui fut nommé par l’empereur à la tête du vicariat de Pérouse à  Cagli, dans le Duché d'Urbino, le 7 septembre 1162.

### La lutte pour la suprématie
Entre le XIVe  et le  XVe siècle les Baglioni furent en lutte avec les Oddi  pour le contrôle de Pérouse et de sa contrée.
Il conquirent les domaines féodaux de  Bettona, Bastia, Collemancio, Torgiano.
En 1416, Braccio da Montone facilite la domination exercée au nom du pape sur les familles pérugines par son gendre Malatesta Baglioni (1390-1437) et leur attribue Cannara. En remerciement de l'aide apportée par les condotte des Batiglioni qu'ils utilisent à l'occasion, le pape Martin Ve les nomma seigneurs de Spello et le pape  Léon Xe comtes de Bettona, qui devint de fait le chef-lieu du Stato Nuovo (« nouvel État »). Cet État englobait les communes de Bettona, Cannara, Collazzone, ainsi que les communes disparues Collemancio, Rosciano, Canalicchio, Tor Segnarelli, Sorgnano, Castelbuono, Torre del Colle. Pendant son absence le comte y laissait un lieutenant général, des juges et le Bargello.
En  1584 furent réimprimés les anciens statuts communaux de Bettona, qui à l’époque accordaient déjà à la femme le droit à la propriété, de faire un testament, d'avoir de l’argent en nom propre sans aucune tutelle et limitation.

### La seigneurie de Pérouse
Pour l’exercice du pouvoir, la lutte fut constante envers les autres familles pérugines, la papauté ainsi qu’à l’intérieur de la famille même.
Au cours de la période  1438 - 1479, Braccio Baglioni, profitant de sa position de capitaine des milices du Saint-Siège exerça sur Pérouse une seigneurie occulte, caractérisée par un total contrôle des pouvoirs civiques.
Pendant ces années Pérouse connut une période florissante, fruit de l’expansion et de l’embellissement de la ville. De nouvelles routes  et de nombreux palais furent construits.
Entre 1429 et 1433  le  Palazzo dei Priori fut agrandi, des nouvelles églises et chapelles privées construites. Le mécénat des Baglioni fit affluer des artistes comme Piero della Francesca, Pinturicchio et Raphaël, venus notamment à la demande de Braccio et payés pour glorifier son action. Ainsi, le Pérugin peignit un tableau intitulé L'Adoration des Mages qui représente le seigneur entouré de sa famille. Après 1429, le palais des prieurs, devenu en fait le palais de la seigneurie, résidence privée de la famille est construit,. Décoré par Piero della Francesca, c'est une véritable forteresse, sûre et pourvue d'un dispositif défensif puissant, élevée plus tard par le pape Paul III.

### Les noces de sang
« ... Grifonetto Baglioni avec son juste-au-corps perforé et les boucles de cheveux en forme d’acanthe, qui tua  Astorre avec son épouse et Simonetto avec son page, était d’une telle beauté que mourant sur la place jaune de Pérouse, ceux qui l’avaient haï ne purent retenir les larmes et Atalanta, qui l’avait maudit, le bénit »

— Oscar Wilde, Le Portrait de Dorian Gray.

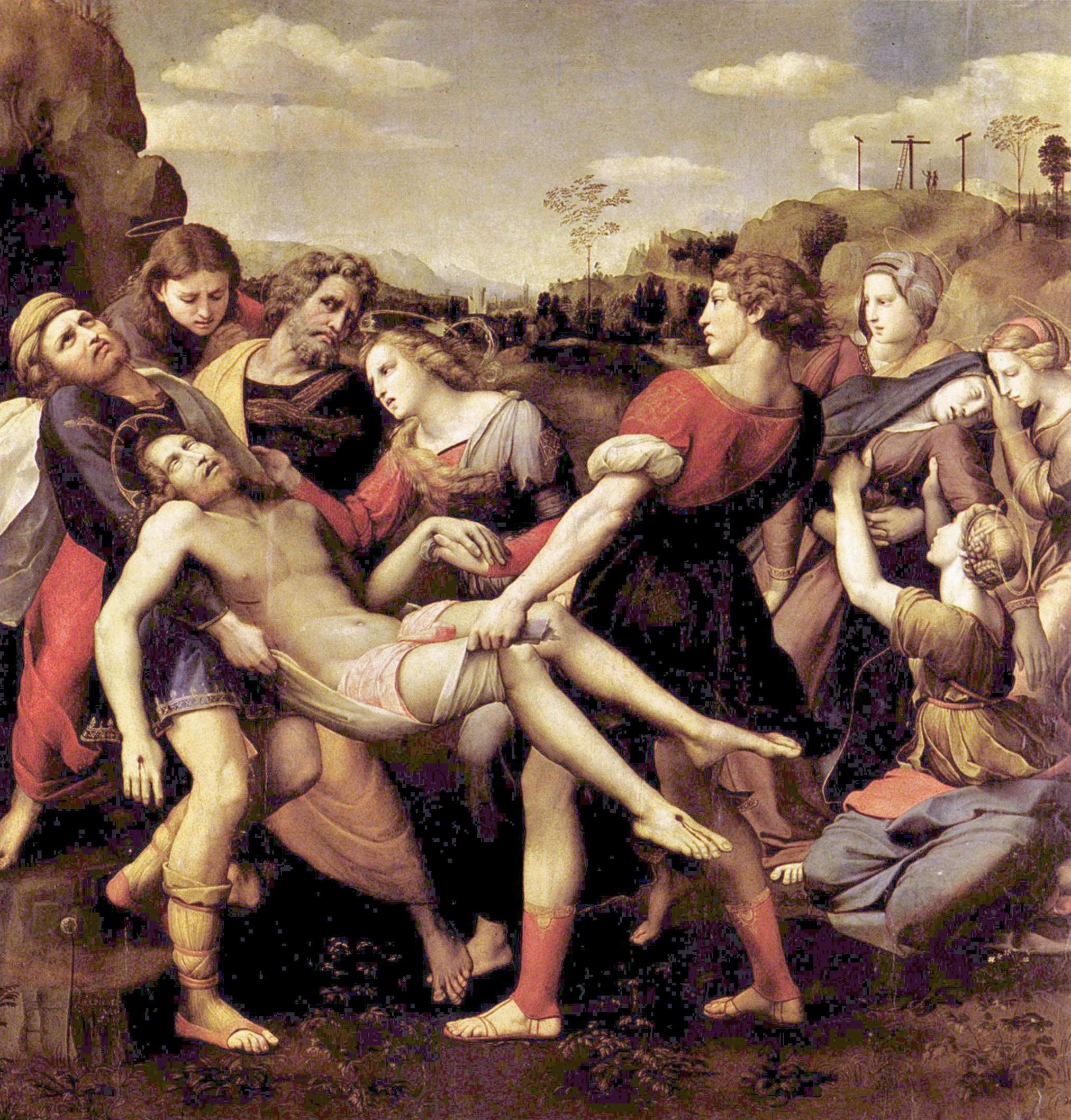
Panneau central du Retable Baglioni, Raphaël, huile sur bois (1507).

À la mort de Braccio s’ensuivit une période de luttes intestines pour la suprématie qui atteignit son apogée par la vengeance des nozze rosse (« noces rouges »), du 14 juillet 1500. Astorre Baglioni, juste après un mariage public avec Lavinia Colonna, afin de célébrer  son ascension au pouvoir, fut tué par Grifonetto Baglioni, fils d’Atalanta. Rencontrant  par hasard Gian Paolo, le jeune  Grifonetto fut épargné par la vengeance et invité à partir mais son cousin Gentile le suivit et le tua à son tour. Atalanta Baglioni courut sur la place et trouva son fils Grifonetto encore en vie. Celui-ci avant de mourir demanda pardon pour lui-même ainsi que pour ses assassins. La famille se déchire dans une vaine lutte de succession qui se termine dans le sang, cet épisode est connu sous le nom des Noces de sang.

### La fin de l’État
Gentile Baglioni évêque de Pérouse exerça le pouvoir de 1501 à 1506.
En  1520 Gian Paolo en conflit permanent avec la papauté fut attiré à Rome à la suite d'un stratagème ourdi par le pape Léon X qui dès son arrivée le fit décapiter. Onze ans plus tard, Rodolfo Baglioni affronta de nouveau le pouvoir papal en chassant le légat pontifical et fut défait par les milices papales conduites par Pier Luigi Farnese. Privé de ses privilèges et de ses soldats, Rodolfo dut abandonner la ville mettant fin à la seigneurie pérugine.
La résidence de Braccio fut abattue en 1540 pour faire place à la forteresse Rocca Paolina construite par  Antonio da Sangallo le Jeune sur demande du pape Paul III.
Le fils du gentile Astorre Baglioni défendit la chrétienté lors de la guerre de Chypre et mourut avec Marco Antonio Bragadin à Famagouste. À son tour le fils d’Astorre, Guido, qui se distingua au service de l’empereur, vécut à Vérone et Brescia.
La branche principale s’éteignit avec la mort de Malatesta V Baglioni en 1648, qui signait avec la maxime « ultimus ex suis ».

### Les Baglioni actuels
Le Baglioni contemporains sont issus de Percivalle di Guido, demeurent à Florence et Pérouse. Il se dédient aux arts et aux sciences.
Quelques membres connus sont :  Pietro alias Melindo Turrenio (littérature), Benedetto (philosophe), Astorre (historien), Lorenzo Grifone (sociologue).
Le mariage de 1782  entre Alessandro avec Caterina (dernière d'une branche de la famille degli Oddi)  est  à l’origine de la récente division de la famille avec la naissance de la branche Oddi-Baglioni,.

### Les Baglion de la Dufferie
La famille de Baglion de la Dufferie est une famille subsistante de la noblesse française, originaire de la Mayenne, avec une filiation prouvée remontant à 1499. Elle a formé plusieurs branches, établies principalement  en Anjou, dans le Comté de Laval (département de la Mayenne actuel). La famille Baglion de la Dufferie a fourni de nombreux officiers.
Selon un ouvrage de la famille française de Baglion de la Dufferie, les Baglion marquis de la Dufferie, sont issus de Michele di Colaccio. Toutefois cette origine n'est pas consensuelle, Régis Valette indique que les Baglion de la Dufferie sont de la province du Maine, de noblesse d'ancienne extraction sur preuves de 1499, sans titre de noblesse régulier et avec des armoiries différentes de la famille Baglioni italienne.

Pour l'Abbé Angot, c'est une famille 
« Qui, après avoir donné des souverains à Pérouse, vient se réfugier dans un coin retiré du Bas-Maine, qui francise son nom jusqu'à lui donner une forme roturière très commune dans le pays, qui, après un retour de la fortune, adopte comme nom patronymique celui d'une famille alliée, se voit deux cents ans plus tard contester injustement ses titres, et, après cause gagnée en justice, reprend son premier nom italien, cela ressemble à un roman et c'est l'histoire véridique de la noble famille de Baglion, implantée aux environs de Mayenne dans les premières années du XVe siècle . »
Depuis la fin de la Ligue catholique, le service militaire dans les armées françaises est ininterrompu dans la famille. Des Baglion de la Dufferie, se distinguèrent parmi les religieuses du Monastère de Buron. La généalogie de la famille parue sous le nom de Pierre d'Hozier avait été rédigée sur les notes de René de la Dufferie par l'abbé Jean Le Laboureur. Pour l'Abbé Angot, le fils du généalogiste officiel, Charles René d'Hozier, profita de cette circonstance pour s'inscrire en faux sur plusieurs points. Ce ne fut qu'au cours du XVIIIe siècle que la famille reprit le nom primitif sous la forme italienne un peu adoucie Baglion. 
Michel de Baglion qui le premier quitta l'Italie, il vint d'abord trouver l'antipape Clément VII à Avignon et que c'est par son intermédiaire qu'il s'attacha à Louis Ier d'Anjou puis à Louis II d'Anjou. Dès l'an 1412, « Messire Michel Baglion, dit Baglin, chevalier, seigneur de la Dufferie, écuyer ordinaire de Mgr le duc d'Anjou, icelluy Baglin, issu des Baglions, seigneurs de Pérouze, et demoiselle Ysabeau de Surcolmont, son espouze » donnent partage à Perrine de Surcolmont, sœur puînée, dans la succession de Joachim de Surcolmont, écuyer, et de Marie de la Dufferie.
- Jean Ier, son fils, fait la campagne de Gascogne contre les Anglais, 1453. En 1439, Jean Baglin, mari de Françoise de la Croix de Tesnières, demeurant paroisse d'Oisseau, « fils et principal héritier de deffunct Michel Baglin de Pérouze, chevalier, et de damoiselle Ysabeau » donne à ses frères, Henri et Michel, la Menursière et le domaine de Vaugaron en Commer[13].
  - Jean II. Il partage, en 1485, Philippe, son frère, de la terre et seigneurie de Fléchigné, en Courcité, où ses descendants subsistent jusqu'à la fin du XVIe siècle[13]. Il suivit avec distinction la carrière des armes et servit le roi Charles VIII dans la Guerre de Bretagne. Il combat à la Bataille de Saint-Aubin-du-Cormier, 1488. Il contracta alliance avec Anne de Cherel, dont le père acquit de la célébrité par les services qu'il rendit à Charles VIII.
    - Ambroise. Il épousa le 20 mars 1499, Marguerite de Cotteblanche. En 1536, Ambroise Baguelin, mari de Marguerite de Cotteblanche, fils aîné de Jean Baguelin et de Anne Cherel, dame de la Forêt de Courcité, laisse 20 ₶ de rente à Jacques, son frère, pour sa part dans la succession maternelle[13]. C'est son fils, Guy Baguelin, qui commence à prendre le nom de la Dufferie. Depuis, la fortune de la famille se relève comme l'indiquent les alliances avec les Le Cornu, les Fontenailles, les Boisbéranger, etc. Alliés aux Cotteblanche, ils devaient être ligueurs. Il en coûta en effet 1 200 ₶ à Guy II de la Dufferie qui avait été fait prisonnier dans leurs rangs.
      - Guy Ier de la Dufferie, marié à Rénée de Houssemagne. Il fut le premier qui porta le nom et les armes de la Dufferie[13], en exécution du testament de Catherine de la Dufferie, sa parente (13 mars 1502).
        - Jacquine de la Dufferie, dame de la Motte-Husson, par acquisition du 24 mai 1600, pour 2 333 écus, de François de la Chapelle-Troussière ; femme du  noble Jean Le Cornu, seigneur de la Marie d'Alexain, 1612, 1630.
        - Guy II de la Dufferie. Il se trouva au siège de Domfront, en 1574. Ayant été fait prisonnier dans le parti des ligueurs, il fut condamné à payer le 14 juillet 1592, 1 200 écus de rançon[13]. Il prêta serment de fidélité au roi en 1594, et le servit ensuite dans plusieurs occasions. En premières noces (1576), il épousa Elisabeth Le Cornu, et en secondes (1585), Marie de Fontenailles.
          - Gilles de la Dufferie (1582 ou 1584 -1639), chevalier, seigneur de la Dufferie, d'Hierré, de la Marie d'Alexain, de la Motte-Husson[14], neveu de la précédente, demeurant à Marson, mari d'Anne Dubois, 1630, 1650. Il contracta mariage, le 3 juillet 1606, avec Anne du Bois-Macquillé.
            - François de la Dufferie, (1611-1678), écuyer,  de la Motte-Husson[15], Il épousa par contrat passé devant René Boutin, notaire royal à Château-Gontier, le 31 juillet 1646, Radegonde Guérin, fille unique de Jean Guérin, écuyer, seigneur de Cicé, en la paroisse de Préaux, au Comté de Laval, et de Louise Hardouin de la Girouardière dame de la Rivière.
              - Catherine de la Dufferie, 1657, baptisé à Martigné.
              - Louise-Françoise de la Dufferie, 1661, baptisé à Martigné.
              - François de la Dufferie, 1664, baptisé à Martigné.
              - Jacquesde la Dufferie, (1649-1696), chevalier, comte de la Motte, seigneur de la Motte-Husson, de Laigné, de Cissé[16]. Il épousa à Saint-Tugal de Laval, marié, par contrat du 18 mai 1681,, Louise de Beaumanoir, fille de Louis de Beaumanoir-Lavardin, chevalier, seigneur baron de la Troussière, en Louverné, et de Jeanne Garnier.
                - Jacques-François de la Dufferie, (1688-1728), chevalier, comte de la Motte, baron de Poçé et de Marçon, seigneur patron de l'église de Martigné, de la Motte-Husson, mari de Madeleine-Charlotte du Guesclin ; il demande, par testament de 1728, à être inhumé dans « le chœur fermé » de l'église de Martigné.
                  - Jacques-Bertrand-René-Olivier de la Dufferie, (1712-1752) , écuyer, baron de Poçé et de Marçon, seigneur de Martigné, de la Motte-Husson[17], capitaine au Régiment du Roi-infanterie, épousa Marie-Rose Deschamps, veuve en 1760, 1784.
                    - Jacques-Bertrand de la Dufferie (1777-1848), marquis, épousa Jacqueline-Françoise Poret du Buat
                      - Jacques-Bertrand-François de la Dufferie, épousa Louise-Joséphine de Giberville
                        - Jacques-Octave-Marie de Baglion de la Dufferie[18](1818-1888), châtelain de la Motte-Husson en Martigné[19], épouse en 1848 Louise-Dorothée de Longueval D'Haraucourt (1826-1902).
                          - Charles-Joseph-Robert de Baglion de la Dufferie (1850-1916), officier de l'ordre national de la Légion d'honneur
                            - Jules de Baglion de la Dufferie[20], maire de Martigné.
                              - Louis-Ernest-Jules de Baglion de la Dufferie (1854-1941)[21].
                                - Guy de Baglion de la Dufferie

                  - Louis-Olivier de la Dufferie, né en 1713
                  - Pierre-Jacques-Gabriel de la Dufferie, né en 1715, chanoine d'Arras, 1744, et du Mans, 1745, † 1750
                  - Marie-Madeleine de la Dufferie, né en 1717
                  - Marguerite-Thérèse de la Dufferie, né en1720

            - René de la Dufferie. En 1644, René de la Dufferie vendit les terres de Possé et de Marçon, en Anjou, au maréchal de France Urbain de Maillé, afin d'acheter le domaine de la Vezouzière, en Bouère. Ce fut l'occasion d'une mauvaise querelle que fit au nouveau venu un voisin jaloux. Le 8 janvier 1661, René-Marc du Boisjourdan obtint au présidial de Château-Gontier un jugement qui obligeait le seigneur de la Vezouzière à prendre le nom de Baguelin. Celui-ci en appela d'abord à la science officielle de d'Hozier auquel il communiqua ses titres parfaitement authentiques, et qui rédigea une généalogie bien appuyée depuis Michel Baglion, avec l'énumération des états de service de ses descendants. M. de la Dufferie porta ensuite sa cause devant le Parlement qui, dans un jugement très explicite du 15 mai 1664, rappela tous les honneurs de la famille et reconnut au requérant le droit de porter « les noms et armes de la Dufferie qui sont de sable au chevron d'or et un trèfle de même en pointe, et celles de Baguelin, d'azur au lyon passant d'or, la patte dextre appuyée sur un tronc aussi d'or et trois fleurs de lis rangées en chef ». Le 6 août 1667 et le 8 juin 1668, René de la Dufferie, seigneur dudit lieu, paroissien de Bouère, et François de la Dufferie, son frère, sieur de la Motte-Husson, paroisse de Martigné, justifièrent devant Daniel Voysin de La Noiraye, Intendant de la généralité de Tours « la possession du titre de noblesse depuis l'an 1499, commençant en la personne d'Ambroise Baguelin, écuyer, seigneur de la Dufferie, leur trisaïeul. » Ce qu'ils ajoutaient, que la terre de la Dufferie avait été donnée à Ambroise Baguelin par Catherine de la Dufferie par testament du 13 mars 1502, est difficile à concilier avec ce que nous avons vu plus haut, à savoir que les Baglion possédaient la Dufferie dès 1413. La clause testamentaire de la Demoiselle de la Dufferie peut avoir été motivée par d'autres libéralités.
            - Jacques de la Dufferie, lieutenant-colonel du Régiment de Gramont-liégeois du Maréchal de France Antoine III de Gramont, décédé le 19 octobre 1652.

    - Jacques, religieux
    - Michel, religieux
    - Denis, militaire, mort dans les guerres d'Italie, au service de Charles III de Bourbon, connétable de France.
    - Philippe, militaire, mort dans les guerres d'Italie, au service de Charles III de Bourbon, connétable de France.

## Personnalités

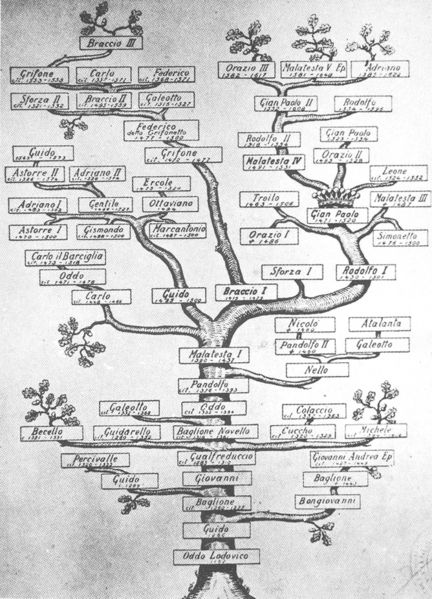
Arbre généalogique relatif à la branche principale.

- Malatesta Baglioni, mort en janvier 1437.
- Braccio I Baglioni (1419 - décembre 1479) fils de Malatesta Baglioni
- Carlo Baglioni (de Malatesta), mort en 1485.
- Orazio Baglioni, mort en juin 1486.
- Orazio Baglioni, (1493 - mai 1528)
- Gentile Baglioni, (1466 - août 1527)
- Carlo Baglioni (1473 - décembre 1518)
- Gian Paolo Baglioni (v. 1470 - juin 1520)
- Astorre Baglioni (de Guido), tué le 15 juillet 1500 à Pérouse.
- Grifone Baglioni, mort en juillet 1500
- Morgante Baglioni, mort en juillet 1502.
- Orazio di Giampaolo Baglioni (1493 - mai 1528)
- Malatesta IV Baglioni (de Gian Paolo) (1491 - décembre 1531)
- Sforza Baglioni, mort en septembre 1532.
- Braccio II Baglioni, mort en novembre 1559.
- Rodolfo Baglioni (juillet 1512 - mars 1554)
- Federico Baglioni, mort en juin 1571.
- Astorre Baglioni (mars 1526, tué le 4 août 1571 à  Famagouste)
- Adriano Baglioni (mars 1527, avril 1574).
- Pirro Baglioni, dit Pirro Colonna (v. 1500 - 1552).